# Vågbro

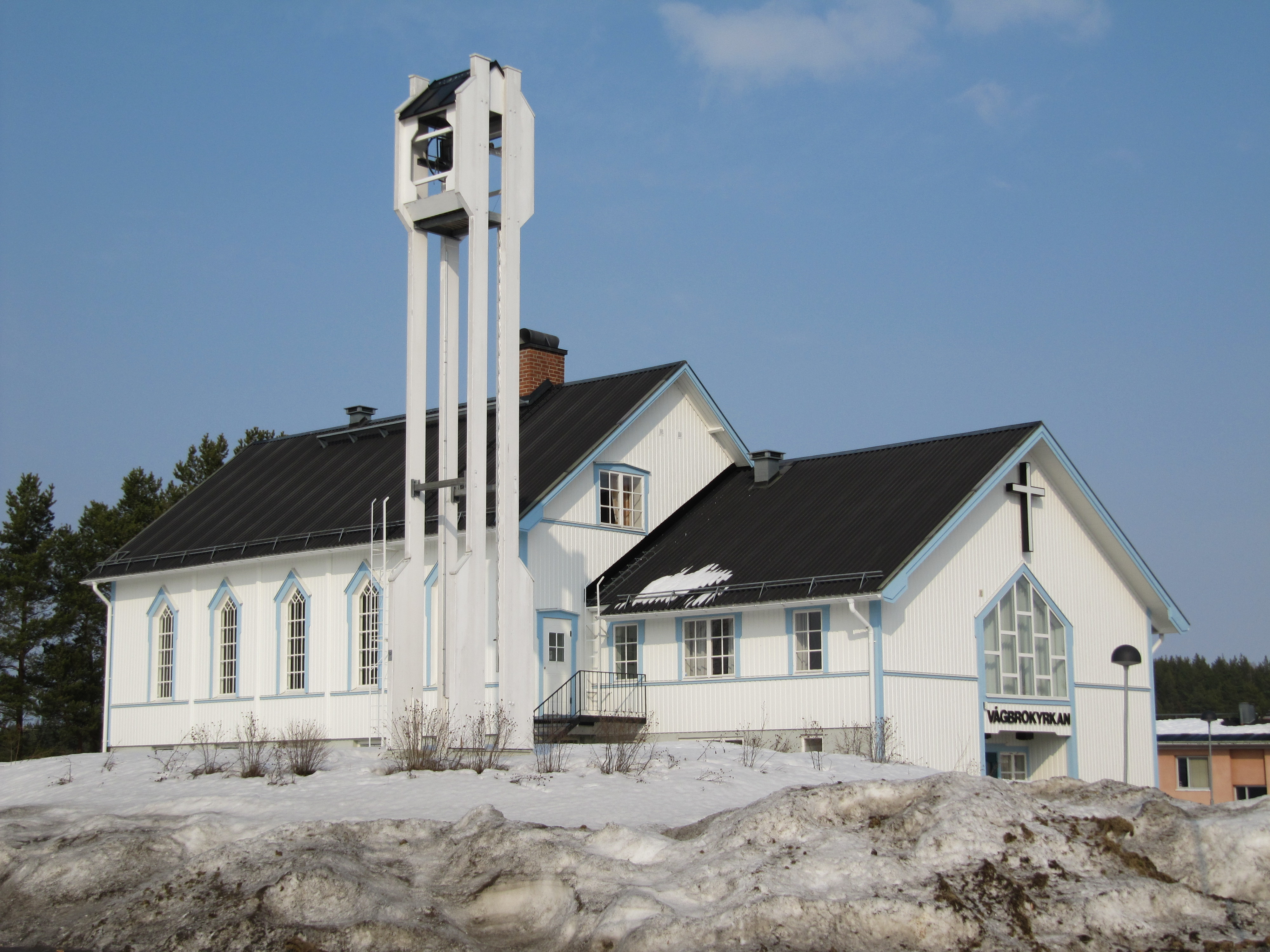
Vågbrokyrkan

Vågbro är en stadsdel i norra delen av Söderhamn, omkring 3 kilometer från centrum. Området tillhörde tidigare Norrala landskommun, men ingår sedan 1971 i Söderhamns kommun. 
Ortnamnet Vågbro förekommer i kyrkböckerna första gången 1773. Troligtvis var det bron över Lötån som gav namn åt området, men Vågbro kallades oftast "Bruket" på grund av det tegelbruk som inrättades där 1775 av rådman Per Östlund i Söderhamn. Bruksdriften upphörde i huvudsak efter att egendomen i slutet av 1800-talet övertagits av Erik Jakobsson, som främst kom att inrikta sig på byggenskap. Under Jakobssons tid tillkom bland annat Vågbro skola och baptistkapellet, numera Vågbrokyrkan, vilket Jakobsson byggde på egen bekostnad. Från senare delen av 1800-talet var även flera lanthandlare verksamma i Vågbro.
Under 1950-talet utbyggdes Vågbro betydligt med egnahem och flera stora hyreshus. En ny centralskola invigdes den 9 augusti 1952 av ecklesiastikminister Ivar Persson. I dagens Vågbro finns även idrottshall med inomhusbassäng och gym, förskola, fritidshem och bensinmack med minilivs. 